# Gennosuke Fuse
Gennosuke Fuse (布施 現之助, Fuse Gennosuke, 24 janvier 1880 - 12 décembre 1946) est un anatomiste japonais de l'ère Meiji.
Diplômé de l'école médicale de l'université impériale de Tokyo, il étudie en Suisse où il est assistant à l'université de Zurich de 1907 à 1911 et de 1914 à 1916 où il travaille avec Constantin von Monakow. 
Son nom est associé au nucleus Kölliker-Fuse.